# لغات بليز

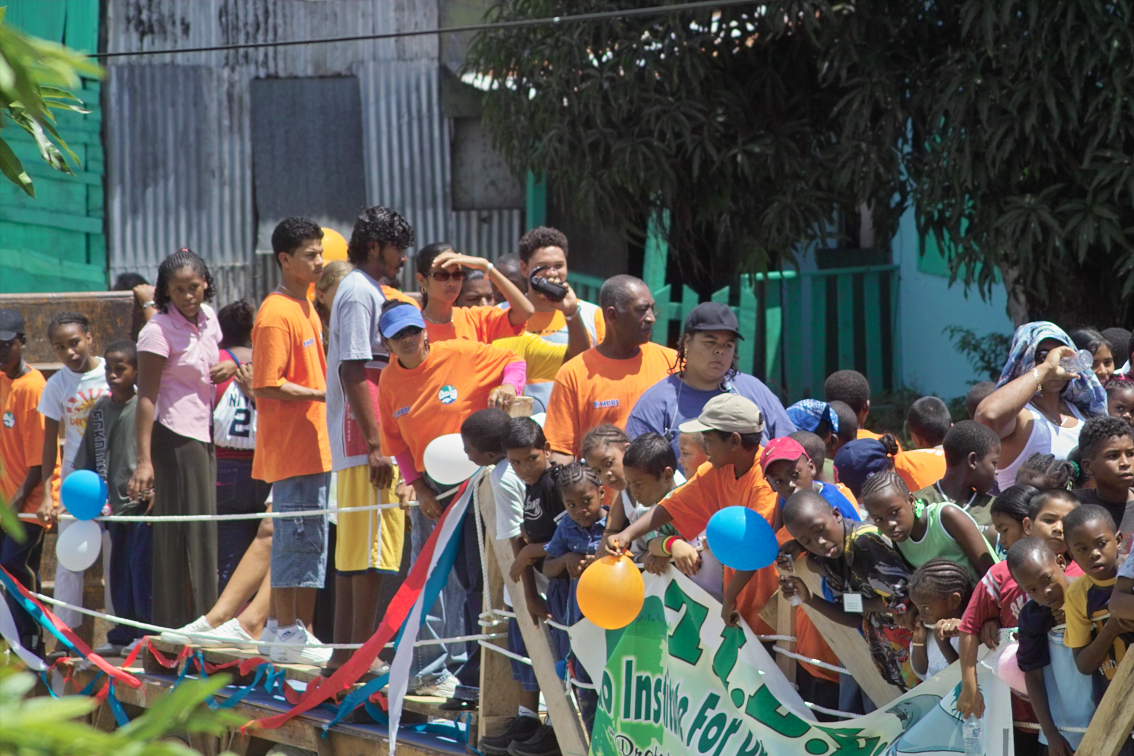

بليز دولة تقع في أمريكا الوسطى ، لغتها الرسمية هي الإنجليزية كما أن اللغة الإسبانية واسعة الإنتشار. في بليز توجد 8 لغات مسجلة.

## اللغات المحلية
من اللغات المحلية الأخرى:
- الكريول الإنجليزية البليزية (en) وهي لغة كريولية يتفاهم بها 70% من سكان بليز.
- الغاريفونية (en)
- الكيكتشي (en)
- موبان مايا (en)
- يوكاتك مايا (لغة المايا اليوكاتية)
- الألمانية السفلى (en) أو البلاودتش

## لغات أخرى
من اللغات الأخرى والتي يتكلمها الوافدون إلى بليز:
- الهندية
- اليابانية
- الكورية
- الصينية
- العربية بلهجات شامية

## وصلات خارجية
- خريطة توزيع اللغات في بليز وما جاورها